# Temporal de vent al Vallès de 2014
El 9 de desembre de 2014, un fort temporal de vent va colpejar el Vallès –tant l'Oriental com a l'Occidental– i provocà dues persones mortes, múltiples ferits i importants destrosses materials. Destaquen també les greus afectacions que va tenir en la xarxa ferroviària i el trànsit, així com en els subministraments d'aigua i llum. Segons el Servei Meteorològic de Catalunya, el vent hauria arribat a ratxes de fins a 150 km/h.

## Causes

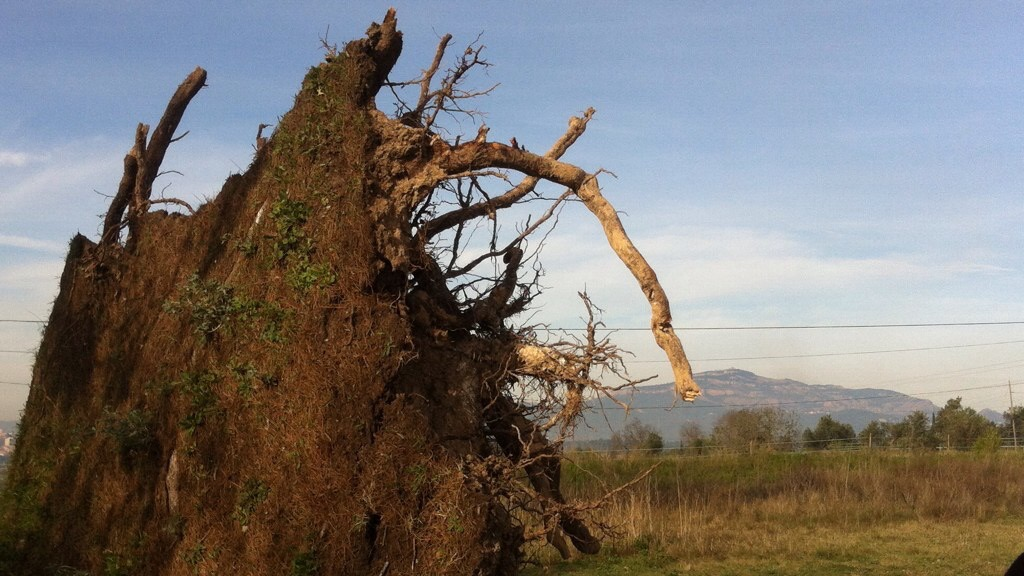
La Mola (Sant Llorenç del Munt) vista des del Santuari de La Salut de Sabadell.

Una de les primeres causes que s'apunten de les destrosses del temporal de vent al Vallès fou la llevantada que va afectar bona part de Catalunya des del dijous 27 de novembre de 2014 i fins a les primeres hores del dilluns 1 de desembre d'aquell mateix any. Durant aquests quatre dies, va haver-hi precipitacions molt abundants, vent fort i notable alteració marítima. L'episodi va ser provocat per una profunda depressió atmosfèrica procedent de l'Atlàntic, deslligada del corrent general atmosfèric, que es va anar desplaçant-se pel sud de la Península Ibèrica al llarg dels dies 28 i 29, fins a ubicar-se sobre les illes Balears el dia 30. La gran quantitat d'aigua caiguda durant aquest dies provocà que la terra estigués molt humida, el que va facilitar la caiguda massiva d'abres durant el temporal de vent.
Pel que fa al temporal de vent, concretament, es va produir en els municipis de la falda de la Serralada Prelitoral on l'orografia de la zona i unes condicions atmosfèriques estables durant dimarts 9 de desembre de 2014, van propiciar que la virulència del vent fos molt elevada tant al cim de la serra com als municipis de la seva falda, especialment al Vallès Occidental. En aquest sentit, el vent va seguir el que es coneix com a efecte tobogan, fent que després de remuntar la serralada baixés al Vallès amb molta més intensitat. El vent que bufava des del Nord arribava per l'altra banda de la serralada incidia de manera perpendicular cap amunt quedant atrapat i produint ones de muntanya que baixarien per l'altra banda de la Serralada Prelitoral de forma reforçada i violenta. Els municipis que es van veure més afectats per la ventada van ser els més propers a la falda de la serralada com és el cas de Castellar del Vallès, Terrassa i Sabadell. Concretament, segons els tècnics del Servei de Meteorologia de Catalunya el vent va agafar força enfilant la serralada Prelitoral i, en superar-la, va baixar amb una especial intensitat i això es va combinar amb una inversió tèrmica just per sobre d'aquesta serralada, fet que podria haver canalitzat molt el vent cap a les capes baixes de l'atmosfera. Tot plegat hauria donat lloc a un desplomament molt sobtat i violent d'aire en una sola direcció, el que s'anomena un esclafit.
Segons un balanç fet fins a les dues del migdia del 9 de desembre de 2014 fet pel Servei Català de Meteorologia, el temporal va desenvolupar ratxes màximes que van arribar en zones de muntanya com el santuari de Queralt (120 km/h), Núria (114 km/h), la Tosa d'Alp (109 km/h) o Ulldeter (102 km/h), però també en àrees de menys altitud com Portbou (126 km/h), Montserrat (116 km/h) i, ja més al sud, el Perelló (108 km/h). L'especial virulència al Vallès, on habitualment el vent no presenta aquestes velocitats, es va concloure amb ratxes de vent com les de Castellar del Vallès (125 km/h), Caldes de Montbui (105 km/h) o Sabadell (97 km/h) A l'Observatori Fabra de Barcelona, es va arribar a 70 km/h. El mateix temporal va assolir al Port d'Envalira (Andorra), la velocitat de 205 km/h.

## Ciutats afectades

### Terrassa

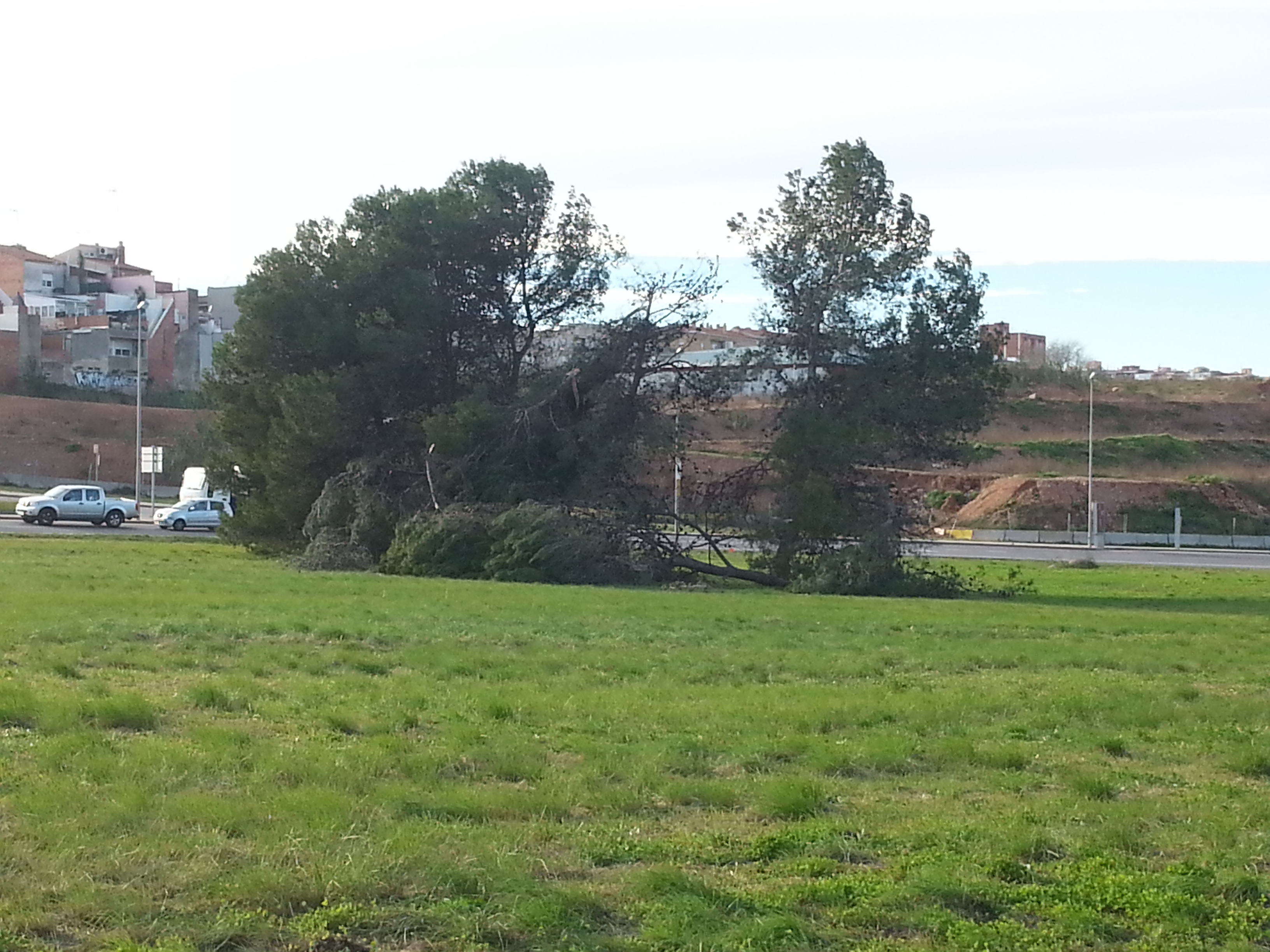
Arbre Caigut a Sabadell

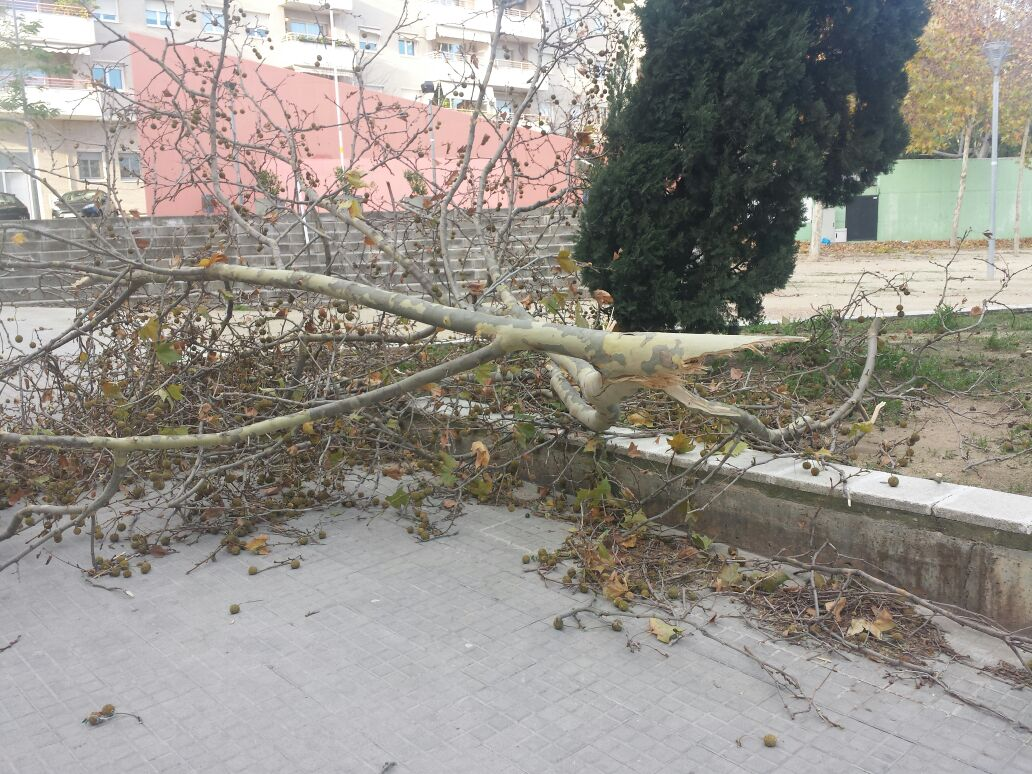
Efectes del vent a la Plaça Catalunya de Castellar

La ciutat de Terrassa fou la principal afectada a nivell danys, especialment, perquè dues persones, un jove de 27 anys i una noia de 16 anys, perderen la vida en ser sepultades per un mur que es va desplomar i va caure a causa de la força del vent. Les dificultats per a recuperar els cossos, va suposar que fins l'endemà no poguessin ser totalment identificades les víctimes. El succés va tenir lloc a la confluència de l'avinguda de Jaume I i la carretera de Castellar del Vallès. De fet, en un primer moment tan sols es creia que hi havia una víctima mortal, però minuts després els serveis d'emergències van localitzar el cos de la noia sota les runes. La paret que es va esfondrar pertanyia a una empresa abandonada, situada a la plaça de la dona la ciutat egarenca. Els danys materials ocasionats pel temporal es van valorar en mig milió d'euros

### Sabadell
A Sabadell els efectes del temporal foren visibles durant tot el mati i van provocar greus danys materials, si bé no es va haver de lamentar víctimes com a Terrassa. Es calcula que caigueren vora 280.000 arbres. Entre els incidents destaquen la caiguda d'un arbre en un cotxe parat al carrer de Vilarrúbias, que va provocar ferides a l'ocupant, que fou traslladada a l'Hospital Parc Taulí de la ciutat. També a la cocapital vallesana, la caiguda d'elements dels edificis va complicar el trànsit de vianants, com en el cas del carrer de Zurbano, on es van despendre elements metàl·lics dels balcons. Al barri de la Concòrdia la caiguda d'arbres també fou molt intensa. Als instituts Joan Oliver i Ferran Casablancas la caiguda de branques i fragments va trencar vidres i els responsables dels centres van desplaçar l'alumnat a zones segures.

### Castellar del Vallès
A Castellar del Vallès es calcula que el temporal de vent va suposar la caiguda de 150.000 arbres al terme municipal. El dia del temporal, es van suspendre les activitats a l'aire lliure i es va demanar a la ciutadania que es confinés a casa, així com es van tancar les escoles. Entre els danys ocasionats pel vent, va destacar la caiguda de la teulada de l'antiga fàbrica Molcasa al carrer del Solsonès i d'una paret metàl·lica d'una nau del carrer Cervera, al Pla de la Bruguera així com la caiguda de diversos murs. El cedre de la plaça Major, al costat de la font va caure i a la plaça de la Fàbrica Nova, els arbres que havien estat com a element ornamental de la fàbrica Tolrà, també es van veure afectats. A l'Espai Tolrà es va arrencar la part del sostre i del fals sostre de l'espai central. També va caure una part de la coberta de la nau del servei de neteja viària. en línies generals, tant al nucli urbà com a les urbanitzacions, es van registrar moltes incidències per mobiliari urbà i senyalització arrencada, contenidors d'escombraries arrossegats, tanques de patis i arbres caiguts en diversos carrers. La Policia Local va enregistrar durant el dia més de 200 incidències.
La zona boscosa més afectada per la ventada és el sector sud i sud-est, una superfície forestal on hi ha aproximadament 5 milions d'arbres distribuïts en 3.000 hectàrees, i que es va veure afectada en diferents graus, des de punts gairebé devastats per esclafits de vent fins a zones on únicament hi van caure alguns exemplars aïllats. En els dies posteriors al temporal, el consistori castellarenc va recomanar que no es realitzessin activitats al medi natural davant el risc que encara poguessin caure els arbres debilitats per la ventada i en cas d'accedir-hi, seria sota la responsabilitat dels mateixos ciutadans que ho fessin.

### Altres ciutats
En diversos centres educatius de la comarca es va comunicar als pares que els alumnes que dinaven a casa no tornessin a l'escola a la tarda i que la resta recollissin a l'alumnat. A Sant Cugat del Vallès el vent va provocar la caiguda d'elements ornamentals i fanals, i també d'una escala de fusta que va impactar al cap d'un noi amb ferides lleus. A Matadepera el vent va rebentar la porta d'accés al Casal de Cultura. A Cerdanyola del Vallès la caiguda d'arbres a la via pública va dificultar la circulació al nucli urbà, així com a la Universitat Autònoma de Barcelona, van caure arbres que van afectar diversos vehicles estacionats a la zona d'aparcaments.

## Subministrament elèctric i d'aigua
També va ser important l'afectació al subministrament elèctric. En el moment més complicat, fins a gairebé 20.000 usuaris del Vallès Oriental van estar sense llum. La majoria, més de 7.000, eren de la Garriga, però les avaries també van afectar Aiguafreda, Figaró, Tagamanent, Caldes de Montbui, l'Ametlla del Vallès, Bigues i Riells, Santa Eulàlia de Ronçana, Lliçà d'Amunt o les Franqueses del Vallès. Per la seva banda, uns 30.000 clients de l'empresa Endesa van patir danys entre el Vallès Oriental i el Vallès Occidental. L'endemà del temporal, es calculava que vora 6.500 usuaris encara no tenien restablert el servei. El subministrament d'aigua també es va veure afectat al llarg del dia.

## Afectació al trànsit

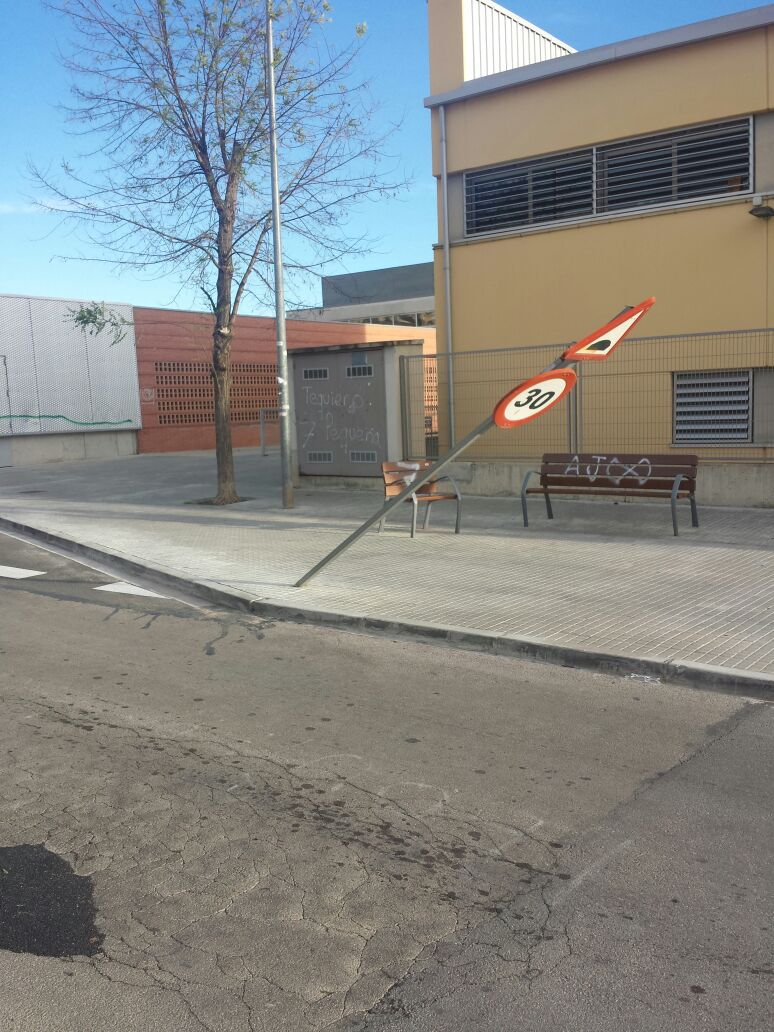
Afectació de trànsit a conseqüència del temporal de vent

La caiguda d'arbres va afectar importants eixos de comunicació de les comarques vallesanes. A l'Ametlla, la C-17 va estar tallada durant força estona i els Mossos d'Esquadra van desviar el trànsit per altres vies, provocant retencions de més de vuit quilòmetres en direcció Barcelona i més de quatre en direcció Vic. A la C-59, la caiguda d'arbres a Caldes de Montbui també va provocar fins a quatre quilòmetres de cues en tots dos sentits.
Però els problemes van afectar moltes altres carreteres: la de Granollers a Caldes, la de Santa Eulàlia a Bigues, la de l'Ametlla a Bigues, la de les Franqueses a la Garriga, entre d'altres. A la tarda encara estava tancada la carretera de Caldes a Sant Sebastià de Montmajor.
Un dels llocs més afectats a nivell de trànsit fou Castellar del Vallès, que va quedar aïllat, ja que la carretera C1415 direcció Terrassa, la C1415 direcció Sentmenat i la B-124 en el seu tram des de Castellar fins a Sant Llorenç de Savall van restar tancades per arbres caiguts i tan sols es podia entrar a la vila per la B-124 en el tram que uneix Castellar del Vallès amb Sabadell, però amb pas alternatiu per nombrosos obstacles a la via.

## Accident de tren
Un dels incidents més greus ocasionats pel vent, fou l'accident d'un tren de la línia R-3 que cobria la ruta entre l'Hospitalet de Llobregat i Vic, i que a l'alçada de La Garriga va topar contra un arbre caigut enmig de la via. El conductor del comboi va patir lesions molt greus i va ser traslladat a l'Hospital General de Granollers després de ser atès pels efectius del Sistema d'Emergències Mèdiques al mateix lloc del sinistre. Les principals ferides que patí foren conseqüència del fet que l'arbre que va perforar la màquina com si fos un llança, impactant en el maquinista. Els passatgers que anaven al tren, uns 200, van sortir il·lesos i van poder ser evacuats per Bombers i Mossos d'Esquadra a través del camí d'accés a la masia de Can Palau, a la Garriga.

## Conseqüències posteriors

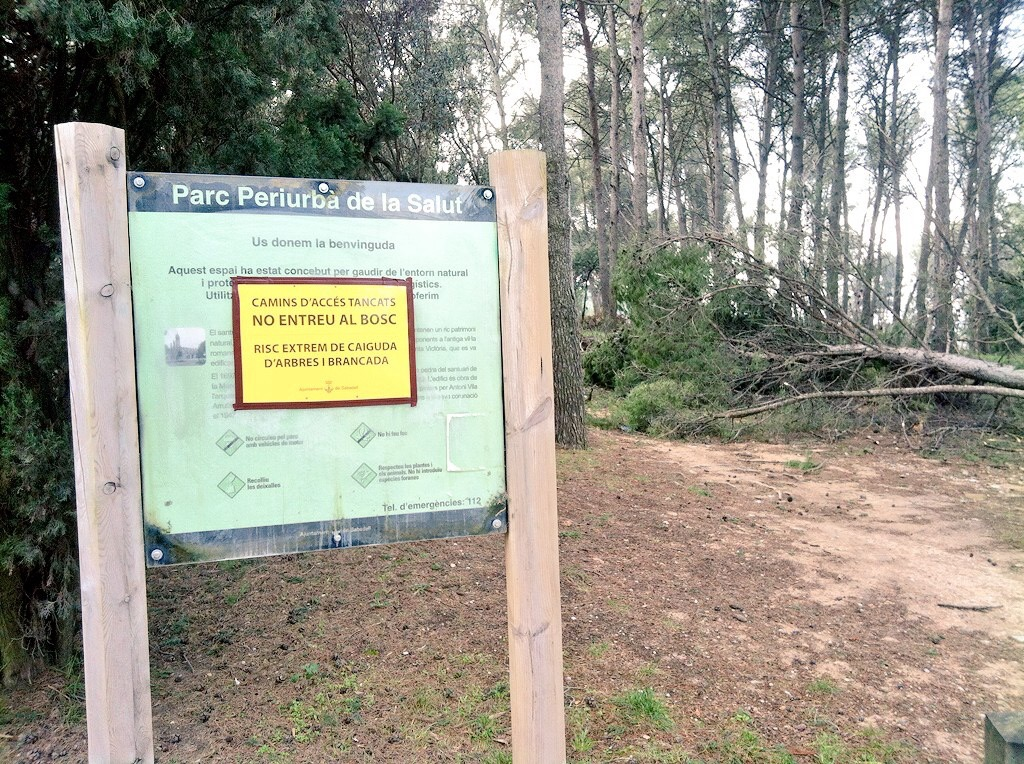
Cartell d'avís sobre perills al bosc

Els danys ocasionats pel vent provocaren importants pèrdues econòmiques, però sobretot una important preocupació de cara a l'estiu de 2015. La caiguda de branques provoca que un cop aquestes estiguessin seques suposin un substrat combustible, que pot provocar greus incendis si les condicions meteorològiques ho propicien, especialment en un estiu sec. És per això que la majoria d'ajuntaments afectats van iniciar plans per netejar els boscos i el govern de la Generalitat, en el seu consell executiu de 27 de gener de 2015, va acordar destinar una partida de 3 milions d'euros a les despeses derivades de les actuacions d'emergència que els ajuntaments i altres organismes de l'administració locals sol·licitessin en relació als episodis de pluges torrencials i ventades produïts entre els mesos de novembre de 2014 i gener de 2015, entre els quals s'inclou el temporal de vent del Vallès. Els fons es destinaren a actuacions urgents d'arranjament d'infraestructures i de serveis municipals per contenir els danys i restablir la normalitat a les zones sinistrades, així com per a les noves actuacions de reposició de les infraestructures locals que haguessin sofert danys.